# Television i Finland
Television i Finland startades 1957 med en kanal och kom från det statliga företaget Rundradion Ab (Yle). Ytterligare en kanal, Yle TV2, startade 1964. Sedan starten 1957 har även ett kommersiellt företag, Mainos-TV, köpt sändningstid i Yle:s kanaler. 1986 startades landets tredje kanal, TV3. 1988 började man i södra Finland sända TV4 med program från Sveriges Television, nuvarande SVT World. Sedan 1980-talet sänds även Sveriges Televisions bägge kanaler SVT1 och SVT2 i marknätet i de österbottniska svenskbygderna, dock sedan digitaliseringen i form av betalkanaler.
1993 förändrades organisationen så att Yle sände i Yle TV1 och Yle TV2, medan Mainos-TV sände i MTV3. Ytterligare två marksända reklamfinansierade kanaler, Fyran (Nelonen) och Subtv, startades 1997 respektive 2001.
Sedan 27 augusti 2001 sänds digital marksänd TV. Televisionssändningarna blev helt digitala den 31 augusti 2007, och det analoga TV-nätet släcktes ned.